# Гуров, Прокопий Иванович
Проко́пий Ива́нович Гу́ров (1890, Рязанская губерния, Российская империя — 26 марта 1958, Москва, СССР) — русский и советский библиотековед.

## Биография
Родился в 1890 году в Рязанской губернии. С 1911 по 1913 год учился в Московском народном университете. Начиная с 1907 года работал в библиотеках Армавира и Уфы. Вскоре переехал в Москву и в 1932 году устроился на работу в Научно-исследовательский отдел библиотековедения, где до 1935 года он занимал должность руководителя аспирантов, с 1935 по 1958 год там же работал в Центральном библиотечном методическом кабинете.
Скончался 26 марта 1958 года в Москве. 

## Научные работы
Основные научные работы посвящены библиотековедению. Автор свыше 70 научных работ.